# Thomas Lindahl
Kai Thomas Lindahl, född 16 februari 1953 i Malmö, är en svensk kompositör.
Thomas Lindahl började med teatermusik i Malmö på 1970-talet (Studioteatern, Skånska Teatern, Malmö Stadsteater), studerade musikvetenskap och komposition och flyttade till Stockholm 1980 för att arbeta med musik till teater, balett och pantomim, bland annat på Dramaten, Pantomimteatern och Riksteatern. 
År 1984 gjorde han musik till Allan Edwalls Åke och hans värld och har efter det gjort mycket musik för långfilm och TV. År 1993 debuterade Lindahl som operatonsättare med Alice i Underlandet på Lillan vid Göteborgsoperan. 
Lindahl har även skrivit musik till filmatiseringen om Suneserien, som Sunes jul och Sunes sommar. Efter det har han skrivit ytterligare flera operor och en del musikteaterföreställningar, samt ett återkommande samarbete med musik och poesi med Jacques Werup. Lindahl har vidare gjort musik till ett flertal föreställningar på Dramaten, Stadsteatern, Riksteatern samt olika fria grupper. Dessutom har han skrivit musik för balett på Östgötabaletten, pantomimmusik för Pantomimteatern och Mimensemblen, Stockholm samt musik till ett flertal föreställningar på Radioteatern.

## Opera och musikdramatik i urval
- 2012 - Nemuru Machi
- 2012 - Karlsson på taket
- 2011 - Min mamma är en drake
- 2009 - Dårfinkar och dönickar
- 2006 - Ingenstans
- 2005 - Lindgatan 5
- 2004 - Dollys Beauty Shop
- 2003 - En natt i februari
- 2003 - Lik till salu
- 1999 - Inte alla tjuvar kommer för att stjäla
- 1993 - Alice i underlandet

## Diskografi
- 2024 - Mina Drömmars Okända Stationer, Tonsättningar av Eeva Kilpis poesi, European Gramophone
- 2020 - CinemaScore vol. 2, Mars Music/egenutgiven på Rabbia Records
- 2015 - Karlsson på taket, egenutgiven på Rabbia Records
- 2009 - Cinemascore, Mars Music/egenutgiven på Rabbia Records
- 1991 - Provinsens Ljus, tillsammans med Jacques Werup, Dragon Records
- 1991 - Filmmusik, egenutgiven på Rabbia Records
- 1987 - Det krökta rummet, Amalthea
- 1984 - I en alldeles speciell tid..., Amalthea

## Kompositioner för film och TV i urval
- 2006 - Min frus förste älskare
- 2005 - Pistvakt
- 2004 - Danslärarens återkomst
- 2004 - Danslärarens återkomst
- 2000 - Herr von Hancken
- 1996 - Att stjäla en tjuv
- 1995 - En nämndemans död
- 1995 - Esters testamente
- 1995 - Majken
- 1995 - Jönssonligans största kupp
- 1993 - Pariserhjulet
- 1993 - Sunes sommar
- 1992 - Jönssonligan & den svarta diamanten
- 1989 - Dårfinkar & dönickar
- 1987 - Mälarpirater
- 1986 - 'Älska mej
- 1984 - Åke och hans värld